# Zárlati károsító
A zárlati károsító – a 2008. évi XLVI. törvény meghatározása szerint – potenciális gazdasági jelentőségű károsító, amely a veszélyeztetett területen még nem fordul elő vagy előfordul, de nem terjedt el és hatósági határozat alapján védekezést folytatnak ellene.

## Azélelmiszerláncszereplőinek jogai és kötelességei
A törvény II. fejezete ebben a körben az alábbiakat rendeli:
- A termelő, illetve a földhasználó köteles
  - a) a zárlati és a vizsgálatköteles nem zárlati károsítókat elpusztítani, azok behurcolását, meghonosodását, terjedését megakadályozni;
  - b) a zárlati károsítók okozta fertőzést vagy annak gyanúját haladéktalanul az élelmiszerlánc-felügyeleti szervnek bejelenteni (17. § (1) bek.);
- Az állami laboratóriumok feladatai közé tartozik különösen a zárlati károsítók azonosítása (30. § (1) bek. a. pont)
- Az élelmiszerlánc-felügyeleti szerv növény- és talajvédelmi feladatkörében gondoskodik a zárlati károsítók felderítéséről, megelőzéséhez, illetve felszámolásához szükséges intézkedések megtételéről (32. § (4) bek. c. pontja);

## Hatósági eljárás
- A törvény felsorolja a zárlati károsítókkal kapcsolatos hatósági eljárások különös szabályait.

## Növényvédelmi bírság
- Növényvédelmi bírságot kell kiszabni azzal szemben –többek között –, aki
  - a) a zárlati károsítóval való fertőzés azonnali felszámolására vonatkozó kötelezettségét megszegi, zárlati károsítót terjeszt, vagy a terjedést elősegíti, a zárlati intézkedést megszegi;…
  - j) a zárlati károsítóval való fertőzés bejelentésére vonatkozó kötelezettségét megszegi (60. § (1) bek.)

## Állami védekezés
A törvény 49. §-a szerint
- (1) Az állami védekezés elrendelésére az élelmiszerlánc-felügyeleti szerv jogosult.49. §
- (2) Állami védekezést akkor lehet elrendelni, ha
  - a) az országban nem honos zárlati károsító megjelenését észlelték;
  - b) a zárlati károsító kiirtására végzett termelői, földhasználói védekezés – a termelőn kívülálló ok miatt – nem volt kielégítő hatású;
  - c) a zárlati károsító terjedését szükséges megakadályozni.
- (3) Az állami védekezést elrendelő határozatban a termelők, földhasználók megnevezése mellőzhető, ugyanakkor rendelkezni kell az érintett közigazgatási területről, továbbá a fertőzés megszüntetésének módjáról és határidejéről is.
- (4) Az állami védekezés állami feladatnak minősül, költségeinek fedezetéről a központi költségvetésben kell gondoskodni.